# Liste des réserves naturelles régionales de France
Ne doit pas être confondu avec liste des réserves naturelles nationales de France.

Logotype des réserves naturelles de France

La liste des réserves naturelles régionales de France présente la liste des réserves naturelles régionales (RNR) se situant sur le territoire français.
La loi no 76-629 du 10 juillet 1976 relative à la protection de la nature autorisait la création de réserves naturelles volontaires (RNV), à l’initiative de l’État français, sur proposition de propriétaires privés. Il y en avait 176 en février 2002.
À cette même date, la loi « démocratie de proximité » a supprimé les RNV, qui - si leur propriétaires le souhaite - peuvent être converties en RNR à travers une procédure de reclassement. Sinon, il y a déclassement. 75 anciennes réserves naturelles volontaires sont devenues des réserves naturelles régionales (en gris dans le tableau), certaines  RNV ont été regroupées pour ne former qu'une seule réserve naturelle régionale.
Au 1er janvier 2025, on comptait 185 réserves naturelles régionales.

## Liste des réserves
| Nom                                                                     | Région                     | Département                | Communes | Classement | Superficie (ha) | Code   |
| ----------------------------------------------------------------------- | -------------------------- | -------------------------- | --- | ---------- | --------------- | ------ |
| Côte de Bois-en-Val                                                     | Grand Est                  | Ardennes                   | Charleville-Mézières | 2008       | 24              | RNR158 |
| Étang de Ramerupt                                                       | Grand Est                  | Aube                       | Petit-Mesnil | 2010       | 33,56           | RNR219 |
| Pelouse de la côte de l'étang                                           | Grand Est                  | Aube                       | Spoy | 2010       | 10,78           | RNR234 |
| Prairies humides de Courteranges                                        | Grand Est                  | Aube                       | Courteranges, Lusigny-sur-Barse | 2010       | 27,68           | RNR220 |
| Colline du Bastberg                                                     | Grand Est                  | Bas-Rhin                   | Bouxwiller, Imbsheim | 1989       | 6,45            | RNR41  |
| Collines sèches du Bischenberg, de l'Immerschenberg et du Holiesel      | Grand Est                  | Bas-Rhin                   | Bischoffsheim, Obernai, Rosenwiller | 2024       | 97.2            | RNR339 |
| Plan d'eau de Reichshoffen                                              | Grand Est                  | Bas-Rhin                   | Reichshoffen | 2014       | 24,16           | RNR290 |
| Ried de l'Ill*Wald                                                      | Grand Est                  | Bas-Rhin                   | Sélestat | 2013       | 1855,40         | RNR267 |
| Collines de Rouffach                                                    | Grand Est                  | Haut-Rhin                  | Rouffach | 2013       | 43,95           | RNR269 |
| Forêt des volcans de Wegscheid                                          | Grand Est                  | Haut-Rhin                  | Wegscheid | 2008       | 101,48          | RNR186 |
| Forêt « Le Hartwald »                                                   | Grand Est                  | Haut-Rhin                  | Heiteren | 2012       | 247,04          | RNR243 |
| Hautes-chaumes du Rothenbach                                            | Grand Est                  | Haut-Rhin                  | Wildenstein | 2008       | 94,16           | RNR187 |
| Im'Berg                                                                 | Grand Est                  | Haut-Rhin                  | Tagolsheim | 2013       | 1,70            | RNR268 |
| L'Eiblen et l'Illfeld                                                   | Grand Est                  | Haut-Rhin                  | Reguisheim | 2014       | 81,17           | RNR289 |
| Marais et landes du Rothmoos                                            | Grand Est                  | Haut-Rhin                  | Wittelsheim | 2012       | 145,65          | RNR244 |
| Pelouses et bois de Villemoron                                          | Grand Est                  | Haute-Marne                | Vals-des-Tilles | 2015       | 87,61           | RNR301 |
| Étang et prairie humide des Paquis                                      | Grand Est                  | Marne                      | Larzicourt | 2014       | 8,31            | RNR274 |
| Étangs de Belval-en-Argonne                                             | Grand Est                  | Marne                      | Belval-en-Argonne | 2012       | 203,67          | RNR250 |
| Marais de Reuves                                                        | Grand Est                  | Marne                      | Reuves | 2008       | 64,32           | RNR31  |
| Marais « les trous de Leu »                                             | Grand Est                  | Marne                      | Reims, Taissy | 2014       | 33,11           | RNR275 |
| Marais et sablières du massif de Saint-Thierry                          | Grand Est                  | Marne                      | Chalons-sur-Vesle, Chenay, Cormicy, Merfy | 2021       | 59,61           | RNR329 |
| Moselle sauvage                                                         | Grand Est                  | Meurthe-et-Moselle, Vosges | Bainville-aux-Miroirs, Bayon, Chamagne, Gripport, Mangonville, Socourt, Virecourt                                                                              | 2006       | 381             | RNR183 |
| Étang d'Amel                                                            | Grand Est                  | Meuse                      | Amel-sur-l'Étang, Senon | 2006       | 146,59          | RNR180 |
| Éboulis et pelouses calcaires de Pagny-la-Blanche-Côte et Champougny    | Grand Est                  | Meuse                      | Pagny-la-Blanche-Côte, Champougny | 2021       | 49,21           | RNR331 |
| Lachaussée                                                              | Grand Est                  | Meuse                      | Lachaussée | 2009       | 607,16          | RNR217 |
| Côte de Delme                                                           | Grand Est                  | Moselle                    | Juville, Liocourt, Puzieux, Xocourt | 2007       | 105             | RNR184 |
| Zone humide du moulin de Velving et Téterchen                           | Grand Est                  | Moselle                    | Velving, Téterchen | 2009       | 93,12           | RNR218 |
| Tourbière des Charmes                                                   | Grand Est                  | Vosges                     | Rupt-sur-Moselle | 2008       | 68              | RNR149 |
| La Massonne                                                             | Nouvelle-Aquitaine         | Charente-Maritime          | La Gripperie-Saint-Symphorien, Saint-Sornin | 2012       | 202,33          | RNR111 |
| Vallée de la Renaudie                                                   | Nouvelle-Aquitaine         | Charente                   | Écuras, Montbron, Rouzède | 2012       | 73,43           | RNR134 |
| Haute vallée de la Vézère                                               | Nouvelle-Aquitaine         | Corrèze                    | Saint-Merd-les-Oussines, Tarnac | 2015       | 196,32          | RNR306 |
| Bocage des Antonins                                                     | Nouvelle-Aquitaine         | Deux-Sèvres                | Saint-Marc-la-Lande | 2015       | 22,59           | RNR286 |
| Vallée du Pressoir                                                      | Nouvelle-Aquitaine         | Deux-Sèvres                | Saint-Jacques-de-Thouars, Thouars | 2025       | 56,00           | RNR340 |
| Les Sauvages                                                            | Nouvelle-Aquitaine         | Haute-Vienne               | Saint-Sylvestre | 2015       | 82,57           | RNR308 |
| Réseau de landes atlantiques du Parc naturel régional Périgord-Limousin | Nouvelle-Aquitaine         | Haute-Vienne               | Bussière-Galant, Champagnac-la-Rivière, Champsac, Gorre, La Meyze, Saint-Bazile, Saint-Hilaire-les-Places, Saint-Laurent-sur-Gorre                             | 2015       | 40,90           | RNR307 |
| Site des carrières de Tercis-les-Bains                                  | Nouvelle-Aquitaine         | Landes                     | Tercis-les-Bains | 2015       | 44,80           | RNR287 |
| Errota Handia                                                           | Nouvelle-Aquitaine         | Pyrénées-Atlantiques       | Arcangues | 2008       | 9,53            | RNR154 |
| Étang de Chourroumillas                                                 | Nouvelle-Aquitaine         | Pyrénées-Atlantiques       | Arcangues, Bassussarry | 2014       | 7,20            | RNR277 |
| Site de Saint-Cyr                                                       | Nouvelle-Aquitaine         | Vienne                     | Beaumont Saint-Cyr | 2022       | 39,20           | RNR336 |
| Galerie du Pont des Pierres                                             | Auvergne-Rhône-Alpes       | Ain                        | Montanges | 2009       | 9,27            | RNR127 |
| Récif fossile de Marchon - Christian Gourrat                            | Auvergne-Rhône-Alpes       | Ain                        | Arbent | 2015       | 0,10            | RNR284 |
| Val de Loire Bourbonnais                                                | Auvergne-Rhône-Alpes       | Allier                     | Garnat-sur-Engièvre, Saint-Martin-des-Lais | 2015       | 308             | RNR299 |
| Grads de Naves                                                          | Auvergne-Rhône-Alpes       | Ardèche                    | Les Vans | 1981       | 12,01           | RNR73  |
| Tourbières du Jolan et de la Gazelle                                    | Auvergne-Rhône-Alpes       | Cantal                     | Ségur-les-Villas | 2018       | 155,1           | RNR320 |
| Grotte des Sadoux                                                       | Auvergne-Rhône-Alpes       | Drôme                      | Pradelle | 2010       | 30              | RNR80  |
| Réseau de grottes à chauves-souris en Drôme et en Ardèche               | Auvergne-Rhône-Alpes       | Ardèche, Drôme             | Francillon-sur-Roubion, Rompon, Soyans | 2019       | 48,99           | RNR323 |
| Lac de Malaguet                                                         | Auvergne-Rhône-Alpes       | Haute-Loire                | Félines, Monlet, Sembadel | 2014       | 54,21           | RNR279 |
| Étang de Haute-Jarrie                                                   | Auvergne-Rhône-Alpes       | Isère                      | Jarrie | 2008       | 31,91           | RNR74  |
| Étang de Saint-Bonnet                                                   | Auvergne-Rhône-Alpes       | Isère                      | Vaulx-Milieu, Villefontaine | 2012       | 51,40           | RNR76  |
| Étangs de Mépieu                                                        | Auvergne-Rhône-Alpes       | Isère                      | Creys-Mépieu | 2008       | 161,78          | RNR159 |
| Isles du Drac                                                           | Auvergne-Rhône-Alpes       | Isère                      | Champ-sur-Drac, Champagnier, Claix, Notre-Dame-de-Commiers, Pont-de-Claix, Saint-Georges-de-Commiers, Saint-Martin-de-la-Cluze, Varces-Allières-et-Risset, Vif | 2009       | 804,80          | RNR201 |
| Gorges de la Loire                                                      | Auvergne-Rhône-Alpes       | Loire                      | Saint-Étienne, Unieux | 1996       | 355,02          | RNR77  |
| Jasseries de Colleigne                                                  | Auvergne-Rhône-Alpes       | Loire                      | Sauvain | 2009       | 285,52          | RNR75  |
| Cheires et grottes de Volvic                                            | Auvergne-Rhône-Alpes       | Puy-de-Dôme                | Volvic | 2014       | 61,30           | RNR280 |
| Puy de Marmant                                                          | Auvergne-Rhône-Alpes       | Puy-de-Dôme                | Veyre-Monton | 2015       | 20,31           | RNR300 |
| Mine du Verdy                                                           | Auvergne-Rhône-Alpes       | Rhône                      | Pollionnay | 2009       | 0,05            | RNR79  |
| Lac d'Aiguebelette                                                      | Auvergne-Rhône-Alpes       | Savoie                     | Aiguebelette-le-Lac, Lépin-le-Lac, Nances, Novalaise, Saint-Alban-de-Montbel                                                                                   | 2015       | 844,24          | RNR285 |
| Tourbière des Saisies - Beaufortain - Val d'Arly                        | Auvergne-Rhône-Alpes       | Savoie                     | Cohennoz, Crest-Voland, Hauteluce, Queige | 2013       | 292,64          | RNR265 |
| Val-Suzon                                                               | Bourgogne-Franche-Comté    | Côte-d'Or                  | Darois, Messigny-et-Vantoux, Étaules, Val-Suzon | 2011       | 2980,57         | RNR232 |
| Basse vallée de la Savoureuse                                           | Bourgogne-Franche-Comté    | Doubs                      | Brognard, Nommay, Vieux-Charmont | 2008       | 41,87           | RNR155 |
| Crêt des Roches                                                         | Bourgogne-Franche-Comté    | Doubs                      | Pont-de-Roide-Vermondans, Vermondans | 2009       | 43,39           | RNR153 |
| Gouffre du creux à Pépé                                                 | Bourgogne-Franche-Comté    | Doubs                      | Roset-Fluans | 2015       | 0,66            | RNR293 |
| Grottes du Cirque                                                       | Bourgogne-Franche-Comté    | Doubs                      | Gondenans-les-Moulins | 2015       | 15,30           | RNR294 |
| Tourbières de Frasne-Bouverans                                          | Bourgogne-Franche-Comté    | Doubs                      | Frasne, Bouverans | 2014       | 292,62          | RNR273 |
| Grotte de Chenecey                                                      | Bourgogne-Franche-Comté    | Doubs                      | Chenecey-Buillon | 2017       | 8,13            | RNR319 |
| Grotte de Beaumotte                                                     | Bourgogne-Franche-Comté    | Haute-Saône                | Beaumotte-lès-Pin | 2015       | 8,83            | RNR292 |
| Grotte de la Baume noire                                                | Bourgogne-Franche-Comté    | Haute-Saône                | Fretigney-et-Velloreille | 2015       | 19,11           | RNR296 |
| Grotte de la Baume                                                      | Bourgogne-Franche-Comté    | Haute-Saône                | Échenoz-la-Méline | 2015       | 17,54           | RNR295 |
| Tourbière de la Grande Pile                                             | Bourgogne-Franche-Comté    | Haute-Saône                | Saint-Germain | 2016       | 59,27           | RNR313 |
| Vallon de Fontenelay                                                    | Bourgogne-Franche-Comté    | Haute-Saône                | Bucey-lès-Gy, Montboillon | 2010       | 41,60           | RNR221 |
| Côte de Mancy                                                           | Bourgogne-Franche-Comté    | Jura                       | Lons-le-Saunier, Macornay | 2010       | 49,21           | RNR117 |
| Grottes de la côte de la Baume                                          | Bourgogne-Franche-Comté    | Jura                       | Poligny | 2017       | 5,41            | RNR318 |
| Seigne des Barbouillons                                                 | Bourgogne-Franche-Comté    | Jura                       | Mignovillard | 2014       | 34,60           | RNR281 |
| Tourbières du bief du Nanchez                                           | Bourgogne-Franche-Comté    | Jura                       | Grande-Rivière Château, Nanchez | 2021       | 48,81           | RNR332 |
| Loire bourguignonne                                                     | Bourgogne-Franche-Comté    | Nièvre                     | Charrin, Cossaye, Decize, Devay, Lamenay-sur-Loire, Saint-Hilaire-Fontaine                                                                                     | 2015       | 739,68          | RNR304 |
| Mardelles de Prémery                                                    | Bourgogne-Franche-Comté    | Nièvre                     | Prémery | 2015       | 252,51          | RNR303 |
| Tourbières du Morvan                                                    | Bourgogne-Franche-Comté    | Nièvre, Saône-et-Loire     | Arleuf, Brassy, Dun-les-Places, Glux-en-Glenne, Gouloux, Montsauche-les-Settons, Roussillon-en-Morvan, Saint-Agnan, Saint-Brisson                              | 2015       | 266             | RNR302 |
| Landes et marais de Glomel                                              | Bretagne                   | Côtes-d'Armor              | Glomel | 2008       | 107,84          | RNR195 |
| Landes, prairies et étangs de Plounérin                                 | Bretagne                   | Côtes-d'Armor              | Plounérin | 2016       | 160,72          | RNR312 |
| Sillon de Talbert                                                       | Bretagne                   | Côtes-d'Armor              | Pleubian | 2006       | 18,73           | RNR182 |
| Landes et tourbières du Cragou et du Vergam                             | Bretagne                   | Finistère                  | Le Cloître-Saint-Thégonnec, Lannéanou, Plougonven, Scrignac | 2008       | 343,39          | RNR196 |
| Sites d'intérêt géologique de la presqu'île de Crozon                   | Bretagne                   | Finistère                  | Argol, Camaret-sur-Mer, Crozon, Landévennec, Lanvéoc, Roscanvel, Telgruc-sur-Mer                                                                               | 2013       | 156,40          | RNR270 |
| Marais de Sougeal                                                       | Bretagne                   | Ille-et-Vilaine            | Sougeal | 2006       | 174,44          | RNR181 |
| Landes de Monteneuf                                                     | Bretagne                   | Morbihan                   | Monteneuf | 2013       | 125,50          | RNR264 |
| Étangs du petit et du grand Loc'h                                       | Bretagne                   | Morbihan                   | Guidel | 2010       | 118             | RNR197 |
| Étang du Pont de Fer                                                    | Bretagne, Pays de la Loire | Morbihan, Loire-Atlantique | Camoël, Assérac | 2008       | 61,80           | RNR194 |
| Vallée des Cailles                                                      | Centre-Val de Loire        | Eure-et-Loir               | Boncourt | 2012       | 45              | RNR249 |
| Bois des Roches                                                         | Centre-Val de Loire        | Indre                      | Pouligny-Saint-Pierre | 1997       | 12,20           | RNR125 |
| Terres et étangs de Brenne, Massé, Foucault                             | Centre-Val de Loire        | Indre                      | Rosnay | 2014       | 319,19          | RNR282 |
| Marais de Taligny                                                       | Centre-Val de Loire        | Indre-et-Loire             | La Roche-Clermault | 2014       | 35,39           | RNR271 |
| RNR géologique de Pontlevoy                                             | Centre-Val de Loire        | Loir-et-Cher               | Pontlevoy | 2011       | 1,91            | RNR228 |
| Trésor                                                                  | Guyane                     | Guyane                     | Roura | 2010       | 2464            | RNR124 |
| Bassin de la Bièvre                                                     | Île-de-France              | Hauts-de-Seine, Essonne    | Antony, Verrières-le-Buisson | 2009       | 5,96            | RNR206 |
| Bruyères de Sainte-Assise                                               | Île-de-France              | Seine-et-Marne             | Boissise-la-Bertrand, Seine-Port | 2009       | 92,99           | RNR207 |
| Colline Saint-Martin et des Rougeaux                                    | Île-de-France              | Seine-et-Marne             | Montereau-Fault-Yonne | 2024       | 27,68           | RNR338 |
| Grand-Voyeux                                                            | Île-de-France              | Seine-et-Marne             | Congis-sur-Thérouanne | 2012       | 160             | RNR256 |
| Îles de Chelles                                                         | Île-de-France              | Seine-et-Marne             | Chelles | 2008       | 5,0             | RNR174 |
| Marais de Larchant                                                      | Île-de-France              | Seine-et-Marne             | Larchant | 2008       | 123,68          | RNR9   |
| Seiglats                                                                | Île-de-France              | Seine-et-Marne             | Cannes-Écluse | 2009       | 62,60           | RNR205 |
| Marais de Stors                                                         | Île-de-France              | Val-d'Oise                 | Mériel | 2009       | 47,14           | RNR204 |
| Site géologique de Vigny-Longuesse                                      | Île-de-France              | Val-d'Oise                 | Vigny, Longuesse | 2009       | 21,87           | RNR209 |
| Boucle de Moisson                                                       | Île-de-France              | Yvelines                   | Moisson, Mousseaux-sur-Seine | 2009       | 313,16          | RNR203 |
| Étangs de Bonnelles                                                     | Île-de-France              | Yvelines                   | Bonnelles | 2016       | 22,07           | RNR314 |
| Site géologique de Limay                                                | Île-de-France              | Yvelines                   | Limay | 2009       | 60,84           | RNR208 |
| Val et coteau de Saint-Rémy                                             | Île-de-France              | Yvelines                   | Saint-Rémy-lès-Chevreuse | 2008       | 82,80           | RNR190 |
| Massif de Saint-Barthélemy                                              | Occitanie                  | Ariège                     | Montségur | 2015       | 460             | RNR309 |
| Sainte-Lucie                                                            | Occitanie                  | Aude                       | Port-la-Nouvelle | 2009       | 825             | RNR202 |
| Coteaux du Fel                                                          | Occitanie                  | Aveyron                    | Le Fel | 2011       | 123,38          | RNR227 |
| Combe Chaude                                                            | Occitanie                  | Gard                       | Sumène | 2006       | 56,28           | RNR85  |
| Gorges du Gardon                                                        | Occitanie                  | Gard                       | Sanilhac-Sagries | 2007       | 491,34          | RNR157 |
| Mahistre et Musette                                                     | Occitanie                  | Gard                       | Saint-Laurent-d'Aigouze | 2013       | 261,57          | RNR266 |
| Scamandre                                                               | Occitanie                  | Gard                       | Vauvert | 2006       | 149,69          | RNR88  |
| Confluence Garonne-Ariège                                               | Occitanie                  | Haute-Garonne              | Clermont-le-Fort, Goyrans, Labarthe-sur-Lèze, Lacroix-Falgarde, Pins-Justaret, Pinsaguel, Portet-sur-Garonne, Toulouse, Venerque, Vernet, Vieille-Toulouse     | 2015       | 579,07          | RNR288 |
| Aulon                                                                   | Occitanie                  | Hautes-Pyrénées            | Aulon | 2001       | 1237            | RNR172 |
| Massif du Montious                                                      | Occitanie                  | Hautes-Pyrénées            | Bordères-Louron | 2020       | 738             | RNR326 |
| Massif du Pibeste-Aoulhet                                               | Occitanie                  | Hautes-Pyrénées            | Agos-Vidalos, Omex, Ouzous, Saint-Pé-de-Bigorre, Salles, Sère-en-Lavedan, Ségus, Viger                                                                         | 1994       | 5110,02         | RNR241 |
| Marais de Bonnefont                                                     | Occitanie                  | Lot                        | Mayrinhac-Lentour | 2011       | 42              | RNR226 |
| Nyer                                                                    | Occitanie                  | Pyrénées-Orientales        | Nyer | 2007       | 2192            | RNR128 |
| Cambounet-sur-le-Sor                                                    | Occitanie                  | Tarn                       | Cambounet-sur-le-Sor, Saix | 2013       | 30,87           | RNR272 |
| Marine du Prêcheur - Albert Falco                                       | Martinique                 | Martinique                 | Le Prêcheur | 2014       | 603             | RNR291 |
| Prairies humides de la ferme du Moulin Fontaine                         | Hauts-de-France            | Aisne                      | Any-Martin-Rieux | 2014       | 38,06           | RNR278 |
| Coteaux du Chemin des Dames                                             | Hauts-de-France            | Aisne                      | Aizelles, Chermizy-Ailles, Chevregny, Montchâlons, Moulins , Neuville-sur-Ailette, Œuilly, Paissy, Sainte-Croix                                                | 2014       | 47,59           | RNR305 |
| Annelles, Lains et Pont Pinnet                                          | Hauts-de-France            | Nord                       | Roost-Warendin | 2010       | 14,59           | RNR222 |
| Bois d'Encade                                                           | Hauts-de-France            | Nord                       | Bettrechies, Gussignies | 2008       | 2,14            | RNR169 |
| Carrière des Nerviens                                                   | Hauts-de-France            | Nord                       | Bavay, Saint-Waast | 2009       | 3,11            | RNR200 |
| Escaut rivière                                                          | Hauts-de-France            | Nord                       | Proville | 2011       | 59,44           | RNR236 |
| Grande-Synthe                                                           | Hauts-de-France            | Nord                       | Grande-Synthe, Mardyck | 2015       | 174             | RNR310 |
| Le Héron                                                                | Hauts-de-France            | Nord                       | Forest-sur-Marque, Villeneuve-d'Ascq | 2012       | 73,20           | RNR120 |
| Marais de Wagnonville                                                   | Hauts-de-France            | Nord                       | Douai, Flers-en-Escrebieux | 2007       | 20,31           | RNR23  |
| Mont de Baives                                                          | Hauts-de-France            | Nord                       | Baives | 2009       | 18,82           | RNR121 |
| Pantegnies                                                              | Hauts-de-France            | Nord                       | Pont-sur-Sambre | 2013       | 36,68           | RNR263 |
| Prairies du Schoubrouck                                                 | Hauts-de-France            | Nord                       | Noordpeene | 2012       | 10,30           | RNR252 |
| Prairies du val de Sambre                                               | Hauts-de-France            | Nord                       | Maroilles, Locquignol | 2012       | 49,37           | RNR254 |
| Pré des Nonnettes                                                       | Hauts-de-France            | Nord                       | Marchiennes | 2008       | 17,28           | RNR22  |
| Tourbière de Vred                                                       | Hauts-de-France            | Nord                       | Vred | 2008       | 40,95           | RNR21  |
| Vallon de la Petite Becque                                              | Hauts-de-France            | Nord                       | Herzeele | 2010       | 1,0             | RNR223 |
| Larris et tourbières de Saint-Pierre-es-Champs                          | Hauts-de-France            | Oise                       | Saint-Pierre-es-Champs | 2010       | 79,43           | RNR11  |
| Anciennes carrières de Cléty                                            | Hauts-de-France            | Pas-de-Calais              | Cléty | 2011       | 2,04            | RNR233 |
| Forteresse de Mimoyecques                                               | Hauts-de-France            | Pas-de-Calais              | Landrethun-le-Nord | 2012       | 1,57            | RNR253 |
| Marais de Cambrin, Annequin, Cuinchy et Festubert                       | Hauts-de-France            | Pas-de-Calais              | Cambrin | 2009       | 74,15           | RNR199 |
| Marais de Condette                                                      | Hauts-de-France            | Pas-de-Calais              | Condette | 2009       | 33,16           | RNR198 |
| Marais de la Grenouillère                                               | Hauts-de-France            | Pas-de-Calais              | Auchy-lès-Hesdin | 2007       | 16,63           | RNR147 |
| Molinet                                                                 | Hauts-de-France            | Pas-de-Calais              | Samer | 2009       | 6,72            | RNR4   |
| Mont de Couple                                                          | Hauts-de-France            | Pas-de-Calais              | Audembert | 2011       | 13,6            | RNR235 |
| Plateau des landes                                                      | Hauts-de-France            | Pas-de-Calais              | Blendecques, Helfaut, Heuringhem, Racquinghem | 2009       | 181,14          | RNR210 |
| Pont d'Ardres                                                           | Hauts-de-France            | Pas-de-Calais              | Ardres | 2012       | 66,28           | RNR255 |
| Pré communal d'Ambleteuse                                               | Hauts-de-France            | Pas-de-Calais              | Ambleteuse | 2012       | 60,54           | RNR240 |
| Prés du moulin Madame                                                   | Hauts-de-France            | Pas-de-Calais              | Sailly-sur-la-Lys | 2015       | 8,52            | RNR283 |
| Pâture Mille trous                                                      | Hauts-de-France            | Pas-de-Calais              | Auxi-le-Château | 2007       | 6,64            | RNR29  |
| Riez de Nœux-les-Auxi                                                   | Hauts-de-France            | Pas-de-Calais              | Nœux-lès-Auxi | 2007       | 8,27            | RNR143 |
| Bois des Agneux                                                         | Hauts-de-France            | Somme                      | Rue | 2015       | 25,55           | RNR311 |
| Anciennes carrières d'Orival                                            | Normandie                  | Calvados                   | Amblie | 2008       | 19,32           | RNR189 |
| Marais de la Taute                                                      | Normandie                  | Manche                     | Graignes, Montmartin-en-Graignes, Saint-André-de-Bohon, Saint-Hilaire-Petitville                                                                               | 2011       | 147             | RNR231 |
| Clairière forestière de Bresolettes                                     | Normandie                  | Orne                       | Bresolettes, Bubertré, Prépotin, Randonnai | 2010       | 780             | RNR224 |
| RNR géologique de Normandie-Maine                                       | Normandie                  | Orne                       | Saint-Hilaire-la-Gérard | 2009       | 0,58            | RNR216 |
| Pierriers de Normandie                                                  | Normandie                  | Orne                       | Bagnoles de l'Orne Normandie | 2018       | 0,87            | RNR321 |
| Côte de la Fontaine                                                     | Normandie                  | Seine-Maritime             | Hénouville | 2015       | 12.21           | RNR298 |
| Bocage humide des Cailleries                                            | Pays de la Loire           | Loire-Atlantique           | Saint-Colomban | 2012       | 18,16           | RNR258 |
| Lac de Grand-Lieu                                                       | Pays de la Loire           | Loire-Atlantique           | Saint-Philbert-de-Grand-Lieu | 2008       | 655,79          | RNR191 |
| Marais de Brière                                                        | Pays de la Loire           | Loire-Atlantique           | Saint Joachim, Saint-Malo-de-Guersac | 2013       | 835,77          | RNR257 |
| Pointe Saint-Gildas                                                     | Pays de la Loire           | Loire-Atlantique           | Préfailles | 2014       | 11,50           | RNR276 |
| Tourbière de Logné                                                      | Pays de la Loire           | Loire-Atlantique           | Carquefou, Sucé-sur-Erdre | 2011       | 70,64           | RNR229 |
| Basses-Brosses et Chevalleries                                          | Pays de la Loire           | Maine-et-Loire             | Bouchemaine | 2012       | 90,0            | RNR259 |
| Champagne de Méron                                                      | Pays de la Loire           | Maine-et-Loire             | Montreuil-Bellay | 2023       | 146,07          | RNR337 |
| Coteaux du Pont-Barré                                                   | Pays de la Loire           | Maine-et-Loire             | Beaulieu-sur-Layon | 2009       | 27,40           | RNR58  |
| Étang et boisements de Joreau                                           | Pays de la Loire           | Maine-et-Loire             | Chênehutte-Trèves-Cunault, Gennes | 2015       | 92              | RNR297 |
| Ferme de la Chauffetière                                                | Pays de la Loire           | Maine-et-Loire             | Drain | 2008       | 30              | RNR193 |
| Landes et tourbière des Égoutelles                                      | Pays de la Loire           | Mayenne                    | Villepail | 2009       | 1,25            | RNR213 |
| Mont des Avaloirs                                                       | Pays de la Loire           | Mayenne                    | Boulay-les-Ifs, Pré-en-Pail-Saint-Samson | 2020       | 321,06          | RNR327 |
| Prairie et boisement humides des Bizeuls                                | Pays de la Loire           | Mayenne                    | Ernée | 2019       | 4,43            | RNR322 |
| Bas-marais tourbeux de la Basse Goulandière                             | Pays de la Loire           | Sarthe                     | Parigné-l'Évêque | 2011       | 38              | RNR230 |
| Coteau et plateau de Tessé                                              | Pays de la Loire           | Sarthe                     | Villaines-la-Carelle | 2009       | 5,57            | RNR214 |
| Coteau et prairies des Caforts                                          | Pays de la Loire           | Sarthe                     | Luché-Pringé | 2009       | 6,35            | RNR215 |
| Marais de Cré-sur-Loir et La Flèche                                     | Pays de la Loire           | Sarthe                     | Cré-sur-Loir, La Flèche | 2008       | 53,11           | RNR188 |
| Prairies et roselière des Dureaux                                       | Pays de la Loire           | Sarthe                     | Vaas | 2009       | 25,23           | RNR166 |
| Ferme de Choisy                                                         | Pays de la Loire           | Vendée                     | Saint-Michel-en-l'Herm | 2012       | 84,04           | RNR261 |
| Marais communal du Poiré-sur-Velluire                                   | Pays de la Loire           | Vendée                     | Le Poiré-sur-Velluire | 2012       | 240,95          | RNR260 |
| Marais de la Vacherie                                                   | Pays de la Loire           | Vendée                     | Champagné-les-Marais | 2008       | 181,27          | RNR192 |
| Polder de Sébastopol                                                    | Pays de la Loire           | Vendée                     | Barbâtre | 2008       | 133             | RNR185 |
| Saint-Maurin                                                            | Provence-Alpes-Côte d'Azur | Alpes-de-Haute-Provence    | La Palud-sur-Verdon | 2009       | 24,75           | RNR212 |
| Gorges de Daluis                                                        | Provence-Alpes-Côte d'Azur | Alpes-Maritimes            | Daluis, Guillaumes | 2012       | 1082,18         | RNR262 |
| L'Ilon                                                                  | Provence-Alpes-Côte d'Azur | Bouches-du-Rhône           | Arles, Paradou | 2012       | 175,97          | RNR247 |
| Poitevine-Regarde-Venir                                                 | Provence-Alpes-Côte d'Azur | Bouches-du-Rhône           | Grans | 2009       | 220,71          | RNR6   |
| Pourra - Domaine du Ranquet                                             | Provence-Alpes-Côte d'Azur | Bouches-du-Rhône           | Port-de-Bouc, Saint-Mitre-les-Remparts | 2020       | 315,29          | RNR324 |
| Tour du Valat                                                           | Provence-Alpes-Côte d'Azur | Bouches-du-Rhône           | Arles | 2008       | 1844            | RNR1   |
| Partias                                                                 | Provence-Alpes-Côte d'Azur | Hautes-Alpes               | Puy-Saint-André | 2009       | 685,94          | RNR94  |

## Réserves naturelles régionales déclassées
| Nom                  | Région          | Département   | Communes                | Classement | Déclassement | Superficie (ha) | Code     |
| -------------------- | --------------- | ------------- | ----------------------- | ---------- | ------------ | --------------- | -------- |
| Lostebarne et Woohay | Hauts-de-France | Pas-de-Calais | Ardres, Brêmes, Louches | 2009       | 2020         | 40,03           | ex RNR25 |